# Otto Mencke

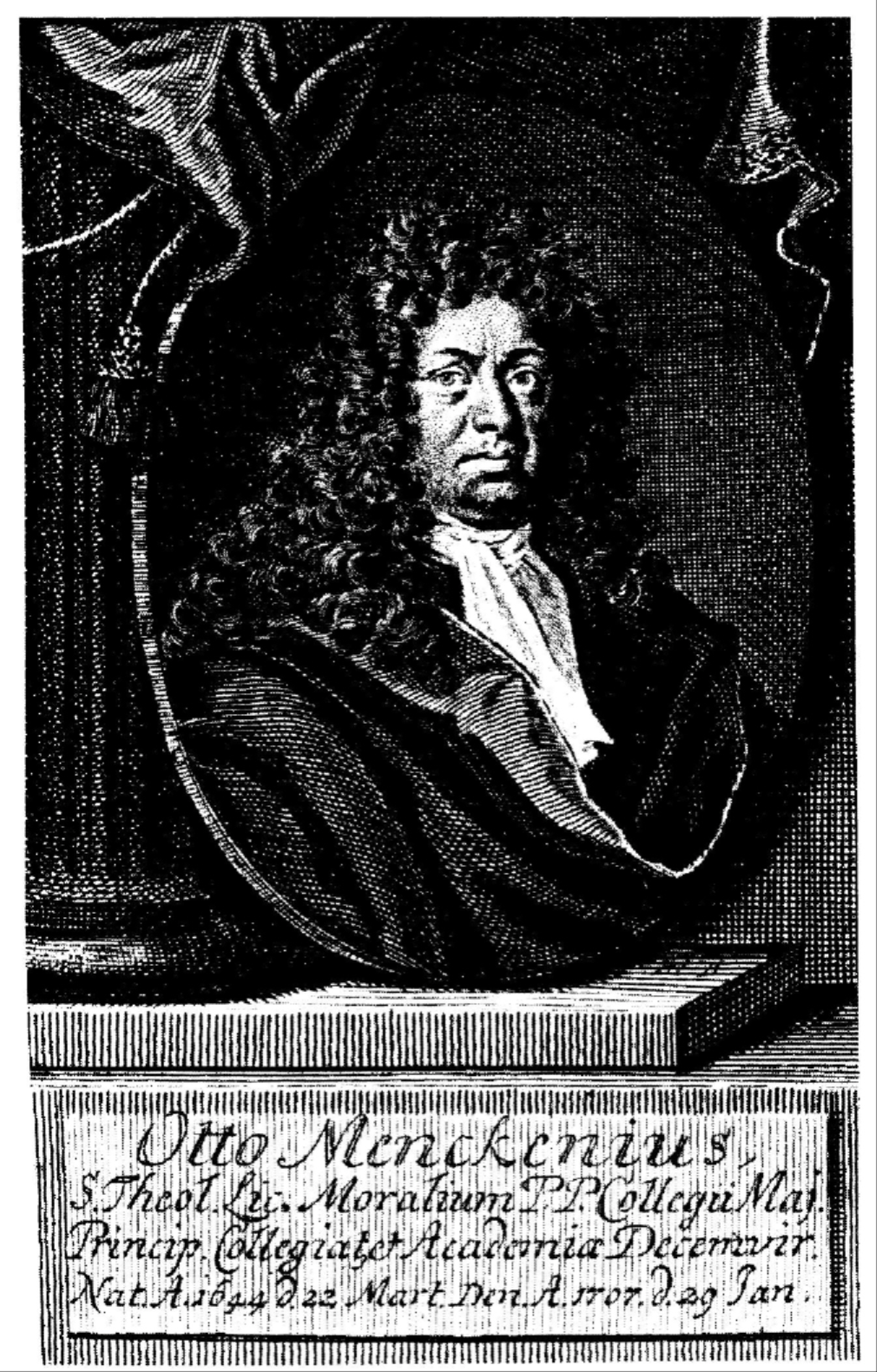
Otto Mencke (portret van Martin Bernigeroth).

Otto Mencke (Oldenburg, 22 maart 1644  - Leipzig, 18 januari 1707) was een Duitse filosoof en wetenschapper.
Als zoon van Johannes Mencke stamde hij uit een grote familie van geleerden uit Oldenburg, waarvan er meerderen hem voorgingen als professor  aan de Universiteit Leipzig. Na de Latijnse school bezocht te hebben in zijn geboorteplaats, bezocht hij het Gymnasium in Bremen, studeerde in filosofie in Leipzig en haalde zijn magistergraad in 1664. Daarna studeerde hij een half jaar theologie aan de Universiteit Jena en keerde daarna terug naar Leipzig, om zich tot het recht te wenden. In 1668 promoveerde hij aan de Universiteit Leipzig en werd daar in 1669 professor.
Hij verkreeg zijn doctoraat aan de Universiteit Leipzig in 1666 met een thesis getiteld: Ex Theologia naturali - De Absoluta Dei Simplicitate, Micropolitiam, id est Rempublicam In Microcosmo Conspicuam.
Hij is de oprichter van het eerste wetenschappelijke tijdschrift in Duitsland, opgericht in 1682, de Acta Eruditorum. Hij was zeer goed bevriend met Gottfried Wilhelm Leibniz, die meer dan 100 bijdragen leverde aan de Acta Eruditorum. Verder was hij professor moraalwetenschap aan de Universiteit Leipzig, maar is bekender door zijn academische genealogie die een lijn van wiskundigen verbond, waaronder Carl Friedrich Gauss.
Isaac Newton en Mencke correspondeerden met elkaar in 1693.
- Bibsys: 99029714
- Bibliothèque nationale de France: cb10247714n (data)
- Gemeinsame Normdatei: 119120984
- International Standard Name Identifier: 0000 0001 0885 8210
- Library of Congress Control Number: n87902556
- Mathematics Genealogy Project: 21235
- Nationale Bibliotheek van Israël: 987007434205105171
- Nationale Bibliotheek van Polen: a0000003390216
- Nederlandse Thesaurus van Auteursnamen: 071923128
- LIBRIS: 381030
- Système universitaire de documentation: 243742258
- Virtual International Authority File: 32799652
- WorldCat: E39PBJvCMCC7cRmRg7Y7VbFYfq